# Reibitz
Reibitz  ist ein Ortsteil der Gemeinde Löbnitz im Landkreis Nordsachsen des Freistaates Sachsen. Der Ort wurde am 1. Dezember 1993 nach Löbnitz eingemeindet.

## Geographische Lage
Der Ortsteil Reibitz liegt südlich von Löbnitz zwischen Delitzsch im Westen und Bad Düben im Osten am Bach Leine.

## Geschichte
Reibitz am Leinebach wurde erstmals am 6. Juni 1222 in der altsorbischen Form Ryvica erwähnt. Bereits um 1350 ist eine Zugehörigkeit zum markgräflich-meißnischen Distriktus Delitzsch erwähnt, welcher um 1445 als kurfürstlich-sächsische Pflege Delitzsch und ab 1503 als Amt Delitzsch im Leipziger Kreis des Kurfürstentums Sachsen erwähnt wird. 1669 wurde erstmals das Rittergut in Reibitz erwähnt. Von 1670 bis zur Enteignung 1945 besaß es die Familie Vitzthum von Eckstädt.
Durch die Beschlüsse des Wiener Kongresses kam Reibitz 1815 zu Preußen und wurde 1816 dem Kreis Delitzsch im Regierungsbezirk Merseburg der Provinz Sachsen zugeteilt. Im Zuge der Kreisreform in der DDR 1952 wurde Reibitz dem Kreis Delitzsch im Bezirk Leipzig zugeteilt.
Reibitz wurde am 1. November 1993 nach Löbnitz eingemeindet. Mit diesem kam der Ort 1994 zum Landkreis Delitzsch und 2008 zum Landkreis Nordsachsen.

## Verkehr
Durch den Ort verläuft die B 183a. 

## Sehenswürdigkeiten

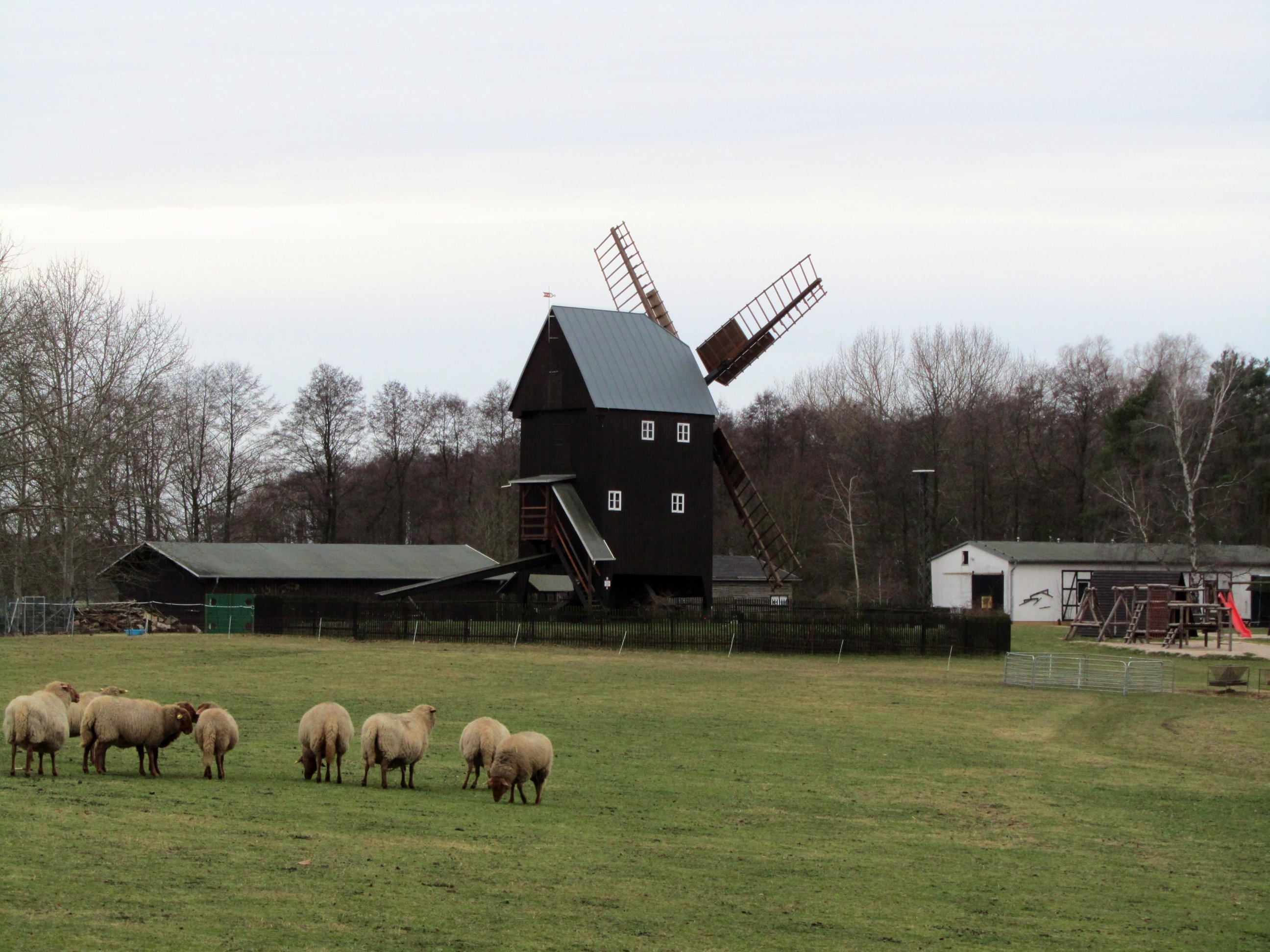
Bockwindmühle
Die historische Bockwindmühle stand ursprünglich in Werbelin und wurde dort 1844 errichtet. Sie war bis 1950 als Mahlmühle, danach noch bis ca. 1960 als Schrotmühle in Betrieb. Als das gesamte Dorf 1990 für den Braunkohletagebau Delitzsch Süd-West aufgegeben wurde, erwarb der Landkreis Delitzsch die Mühle, ließ sie demontieren und 1994/95 auf dem Gelände des Schullandheims Reibitz originalgetreu wiederaufbauen. Die inzwischen rekonstruierte und funktionstüchtige Mühle wird seitdem als touristische Attraktion und zu Bildungszwecken genutzt.
Dorfkirche
Der romanische Kirchbau stammt aus der Zeit um 1200. 1755 wurde er in Mischmauerwerk teilweise neu gebaut. Zwischen 1850 und 1900 wurde die Vorhalle am Westportal ergänzt. 1969 wurde der Kirchturm aufgrund schlechten Bauzustandes mehrere Meter abgetragen. 2002 gab es Rekonstruktionsarbeiten. Der Altar stammt aus dem 13. Jh., der Taufstein datiert auf das 17. Jh. Die heute erhaltene, zweimanualige Orgel mit neun Registern wurde 1894 von Wilhelm Rühlmann gebaut.